# Karafuto ken
Karafuto ken (japanska: 樺太犬), internationellt känd som Sakhalin husky, är en japansk hundras som har sitt ursprung på den ryska ön Sachalin. Den är inte godkänd av någon kennelklubb.
Hundarna, som ursprungligen  uppföddes av nivcherna, användes som slädhundar vid utforskningen av bland annat Frans Josefs land och norra Alaska och på polarfararen Robert Scotts expeditioner i Antarktis.

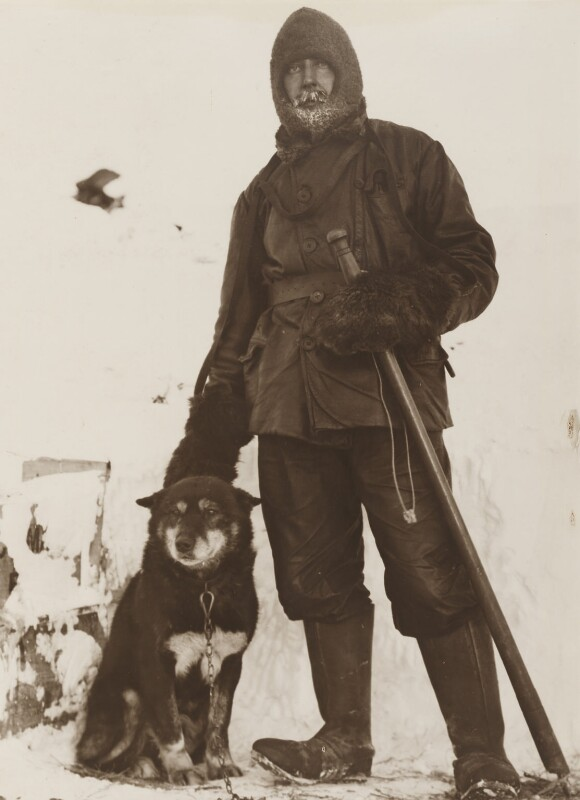
Ledarhunden Osman och Cecil Meares i Antarktis 1911.

Japanska forskare använde Sachalin huskies vid forskningsstationen Syowa i Antarktis men tvingades att lämna kvar 15 hundar när de evakuerades av isbrytaren Sōya år 1958. Två av hundarna, Taro och Jiro, överlevde vintern på egen hand och evakuerades ett år senare.
Rasen hotas av utrotning och år 2011 fanns endast två renrasiga exemplar kvar på Sachalin.